# ファミリーマージャン
『ファミリーマージャン』は、1987年8月11日にナムコ(後のバンダイナムコエンターテインメント)よりファミリーコンピュータ用として発売された麻雀ソフト。定価3,900円（税抜）。二人打ち。レッスンモードでは、麻雀の初心者でも1からルールや用語や役を学んだり、麻雀関連のクイズ等もあり、麻雀入門者に向けたソフトと言える。

## 概要
LESSON 1とLESSON 2は、麻雀を1から覚えるための基礎やルール等を見て学べるモード。LESSON 3と実践編は、麻雀を打つモードになっている。
LESSON 1
1：麻雀牌の道具や名称
2：牌の組み合わせ
3：サイコロでの親決め
4：ゲームの進行
麻雀で使う道具の名称、順子や刻子などの組み合わせ解説（4面子1雀頭の説明はあるが、七対子や国士無双の組み合わせは説明なし）、座る場所と親の決め方、ゲームの進め方の説明がある。
LESSON 2
1：ドラ牌について
2：得点計算
3：役の説明
4：練習問題
ドラの決め方や扱い方、上がった時の点数計算方法と点数のやり取り、役の説明、練習問題（全部で10問、4つの中から正解を選ぶ4択式）がある。得点計算のところで、1箇所間違っているところがある(320×6=1960となっているが、正しいのは1920)。役の説明で、二盃口は面前2翻と説明されているが、ゲームでは3翻役である。練習問題は全問正解しても特典等はない。
LESSON 3
初心者向け対戦モード。プレイ中にセレクトボタンを押すことでサブコマンドを開き、「リトライ」で局の最初からやり直す、「手牌公開」で相手の手牌を見る、「捨牌指導」で捨てる牌をコンピュータにアドバイスしてもらうなどのことが可能。持ち点がある点数以下になると、配牌時に「役満チャンス」と表示され好配牌が期待できるモードがある。ゲーム開始直後に立直をかけて捨牌する前に、サブコマンドを呼び出してリトライすると、立直棒の供託数が255本（画面では55本と表示）になり、同じ操作を繰り返すと立直棒供託数が1つずつ減る代わりに、自分の持ち点が1000点ずつ増える技がある。
実戦編
6人のキャラクターのうち誰かを選んで対戦することができる。最強キャラクターである「師匠」では制限時間付きとなっている（とはいっても、ポーズをかければ制限時間無視で考えることは可能）。
キー操作
このゲームのコントローラー操作は少々特殊になっており、ポン・チー・カン・リーチのアクションを、十字キーで選択してボタンで決定する従来の麻雀ゲームのような方式ではなく、十字キーの方向ボタンに各アクションが割り当ててあり押すことでアクションを行う方式になっている。この方式は続編の「ファミリーマージャンII　上海への道」でも引き継がれている。
十字キーの上・・・リーチ
　　〃　　右・・・ポン、手牌カーソル移動
　　〃　　左・・・チー、手牌カーソル移動
　　〃　　下・・・カン
Ⓐボタン・・・牌をツモる、牌を捨てる、チー又はカンで複数のパターンがある場合は鳴き牌の決定
Ⓑボタン・・・和了（ロン・ツモ）

ルール
- 27000点持ちの30000点返し。但し相手は持ち点の設定がなく、持ち点に関わるのはプレイヤーのみ。
- ゲームは2人麻雀であるが、自風は東南だけではなく西北を含む4人麻雀の設定が適用される。
- 西入（後述）、喰いタンヤオ、八連荘、ノーテン罰符（ノーテン者がテンパイ者へ1500点支払い）、フリテン罰符（チョンボ・満貫払い）の有無は、ゲーム開始時の設定画面で変更可能。LESSON 3ではゲーム中でもサブコマンド呼び出しで設定変更可能。ただし西入後に、西入無しにしても変更は効かない。
- 後付けあり。門前自摸和で平和はつかない（20符2翻ではなく、30符1翻扱いとなる）。七対子は30符2翻で計算される。
- ドラはネクスト、裏ドラ、カンドラあり。カン裏ドラは無し。
- 役満は複合しない、2つ以上の役満があっても役表示はされるものの点数は4倍満貫（例：大三元字一色を和了っても点数は子32000点/親48000点）。九蓮宝燈は萬子・筒子・索子どれでも可能。十三不塔あり。
- 持ち点の最高は99900点で、99900点に到達するかハコ（持ち点が0点）になると、オーラスでなくてもゲームは終了する。

※このゲームでの西入は、半荘戦か一荘戦かのゲーム選択である。無しだと南4局で終了（半荘戦）、有りだと北4局で終了（一荘戦）。

## 効果音
このゲームでは効果音として「リーチ」「ロン」「カン」などのときに実際の人の声が使われた。また、それらを含め、このゲームの効果音は一部のテレビ番組（NTV『クイズ どんなMONだい?!』など）でも使用されたことがある。

## 続編
- 1988年11月25日には同じくファミリーコンピュータ用ソフトとして続編「ファミリーマージャンII 上海への道」が発売された。定価4,900円（税抜）。
- また、1991年3月8日に定価4,900円（税抜）で発売された「ナムコット麻雀III マージャン天国」は、「ファミリー」とは冠していないものの、「III」となっているところを見ると、実質的に続編と捉えても差し支えない。
  - 三作とも全て二人打ちの麻雀であり、うち二作は80年代にゲームセンター向けの麻雀ゲームを多数作っていた日本物産の製作である。（「III」の開発元は不明）
- 日本物産は「ニチブツ麻雀III」（1990年）にはじまり、スーパーファミコン時代も「スーパーニチブツマージャン」シリーズとして、自社で販売するようになる。その為ナムコはスーパーファミコンでは麻雀ゲームを販売していなかったが、プレイステーションの時代になると「ナムコマージャン スパローガーデン」（1996年　開発はマイクロネット）を販売する。また、2002年以降にはアプリキャロット（現ナムコ・ゲームス）で携帯アプリとして「ファミリー麻雀」が配信されるようになった。バージョンアップ版として、4人打ち対応の「ファミリー麻雀DX」も配信されている[1]。

## ナムコマージャン スパローガーデン
3D映像を駆使して数々のゲームメーカーが32bit機へゲームソフトを送り出している中、1996年1月1日にPlayStationの映像技術を利用した麻雀ゲームを発売する。ポリゴンで描かれた12人のキャラクターの思考ルーチンなども人間的に近い作りとなっている。本作では3種類のプレイモードが用意されている。各モードは難易度などの変更が可能。半荘ごとにメンツを変えてフリー対戦が楽しめる「マッチモード」。半荘6回戦を勝ち抜き、一定条件以上の獲得点数により上のレベルに挑戦できる「リーグモード」。牌の呼び方や役の種類、打ち回し、捨て牌の選択、相手の持ち牌の読み方などをレクチャーしてくれる「トレーニングモード」が用意されている。スピード変更機能があり、1、2、4倍速の3段階に切り替え可能。また点数計算や役の説明などが対局中にも行える「ヘルプ機能」が付いている。

## その他
- 同年、日本物産からアーケードゲームとして発売された『対戦早押しクイズ ハイホー』に『ファミリーマージャン』と同じ曲が使用されているほか、本作のドラめくり、倒牌、和了時ジングルなどの一部は日本物産が同年にアーケードでリリースした麻雀ゲーム「対家麻濡感」（ハウスマヌカン）のものと酷似しているため、開発時期が重なっていることから流用されている可能性がある。